# Die fünfte Kolonne (Film)
Die fünfte Kolonne  (Originaltitel: Foreign Intrigue) ist ein US-amerikanischer Spielfilm aus dem Jahr 1956 unter der Regie von Sheldon Reynolds. Der Film beschreibt die Ursachenforschung in Bezug auf den außergewöhnlichen Wohlstand eines zuvor Verstorbenen in der unmittelbaren Nachkriegszeit an der Riviera.

## Handlung
1953, eine südfranzösische Villa in Nizza: Der gealterte Mr. Dunemore erleidet in seiner Bibliothek einen Herzanfall. Sein Privatsekretär Dave Bishop findet ihn in seinem letzten Lebenszug. Nachdem sein Tod bekannt wurde, erkundigen sich verschiedene Personen gezielt danach, ob der Verstorbene noch etwas sagen konnte. Schließlich erreicht den Sekretär eine Anfrage von einem Wiener Notar, der nach der Art des Todes fragt und von der Antwort das weitere Verhalten hinsichtlich der ihm übergebenen Dokumente abhängig machen will.
Bishop reist nach Wien. Auch die Witwe Dominique Dunemore, die dem Sekretär zuvor ihre Liebe eingestanden hat, erscheint beim Notar in Wien. Aufgrund der erhaltenen Informationen sieht sich Bishop gehalten, seine Reise nach Stockholm fortzusetzen, um weitere Recherchen zu betreiben. Sein erhoffter Gesprächspartner, der Dunemore mehrfach getroffen hatte, ist jedoch bereits verstorben.
Dieses teilt ihm dessen Tochter Brita mit, mit der er sich zugleich in eine Liaison begibt. Der Zuschauer erfährt, was Bishop noch nicht weiß: Es geht um Erpressung. Durch ein Telegramm nach Wien zurückgerufen, fällt er dort in die Hände von mehreren Geheimdienstagenten. Ohnehin weicht ihm Spring, ein bezahlter, höchst opportunistischer Gewährsmann eines Erpressten nicht von der Seite. In Wien taucht auch die Witwe wieder auf, die – von den Hintergründen wissend – Dave Bishop auf ihre Seite ziehen will; auch Brita erscheint in Wien. Bishop jedoch weiß, was er zu tun hat.

## Musik
Das Geschehen wird über weite Strecken untermalt von einem dezenten rhythmusbetonten Soundtrack, der der Atmosphäre eine gespannt-melancholische Einzigartigkeit verleiht.

## Kritik
Das Lexikon des internationalen Films urteilte, der Film sei ein „[g]ut gespielter psychologischer Kriminalfilm“. Lediglich die „Spannungskonstruktion“ sei „etwas verworren […]“.